# Wildcardslutspelet till Australiska öppna 2009
Wildcardslutspelet till den 97:e upplagan av Australiska öppna spelades mellan 15 och 21 december 2008 på Melbourne Park. Slutspelet var bara för australiensare och hade både på dam- och herrsidan 16 medverkande och spelades i form av ett gruppspel med 4 grupper. Ettan och tvåan i varje grupp gick vidare till kvartsfinal, därefter semifinal och de två bästa fick i finalen göra upp om en plats in till huvudturneringen av Australiska öppna 2009.

## Seniorer

### Herrsingel
Colin Ebelthite vann över  Sam Groth, 1-6, 7-6(1), 6-4, 6-4.

### Damsingel
Jelena Dokic vann över  Monika Wejnert, 6-7(3), 7-5, 6-3.